# خورشیدگرفتگی ۱۶ دسامبر ۲۰۸۵
خورشیدگرفتگی ۱۶ دسامبر ۲۰۸۵ (به انگلیسی: Solar eclipse of December 16, 2085) یک خورشیدگرفتگی از نوع خورشیدگرفتگی حلقه‌ای است. این خورشیدگرفتگی در تاریخ ۱۶ دسامبر ۲۰۸۵ میلادی (‎۲۶ آذر ۱۴۶۴ خورشیدی) روی خواهد داد که زمان اوج آن، ساعت ۲۲:۳۷:۴۸ به‌وقت ساعت هماهنگ جهانی است. مدت زمان و طول این خورشیدگرفتگی ۰ دقیقه و ۱۹ ثانیه خواهد بود.